# The Jet Set
The Jet Set ist eine polnische Pop-Band.

## Werdegang
Die Band besteht aus Sasha Strunin (* Sankt Petersburg) und David Junior Serame (* Vereinigtes Königreich).
Die polnische Band trat mit dem Popsong How Many People 2006 bei der polnischen Vorauswahl zum Eurovision Song Contest an, der sie zwar nur auf Platz 3 brachte, das Debütalbum der Gruppe Just Call Me erreichte jedoch Goldstatus in Polen. Im nächsten Jahr gewannen sie die nationale Vorentscheidung für den Eurovision Song Contest 2007 mit ihrem Titel Time to Party, schieden allerdings mit Platz 14 im Halbfinale aus.

## Diskografie

### Alben
- 2006: Just Call Me (PL: Gold)[1]
- 2007: Just Call Me – reedycja

### Singles
- 2006: How Many People
- 2006: Just Call Me
- 2007: Time to Party